# فورلفشفل
فورلفشفل (به لاتین: Þórólfsfell) یک کوه در ایسلند است که در سودورلاند واقع شده‌است. فورلفشفل ۵۷۴ متر بالاتر از سطح دریا واقع شده‌است.